# Shemar Boldizsar
Shemar Boldizsar (ur. 24 stycznia 1999 w Manchesterze) – brytyjski lekkoatleta, sprinter.
Medalista Młodzieżowych Mistrzostw Europy (2019) oraz Halowych Mistrzostw Wielkiej Brytanii (2019).

## Osiągnięcia
- Młodzieżowe Mistrzostwa Europy, Gävle 2019
  - złoty medal – bieg na 200 m
- Halowe Mistrzostwa Wielkiej Brytanii, Birmingham 2019
  - brązowy medal – bieg na 200 m

## Rekordy życiowe
- bieg na 60 metrów
  - hala – 6,94 (2017)
- bieg na 100 metrów
  - stadion – 10,53 (2019)
- bieg na 200 metrów
  - stadion – 20,56 (2019)
  - hala – 21,13 (2019)